# Ditmar Meidell

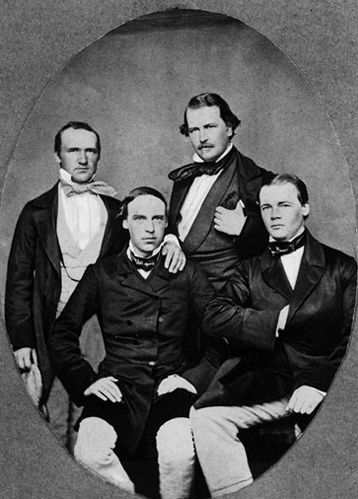
Ditmar Meidell, sittande som nummer 2 från vänster, som student tillsammans med vännerna Carl Salomonsen, Christian Lasson och Ole Richter.

Ditmar Meidell, född 24 januari 1826 i Bergen, död 13 juli 1900 i Kristiania, var en norsk publicist. 
Meidell uppsatte 1849 det oppositionella, humoristisk-satiriska halvmånadsbladet "Krydseren", som slog så livligt an, att det snart blev veckotidning. År 1855 omdöpt till "Aftenbladet", redigerades denna tidning av Meidell i frisinnad, på det liberala intelligenspartiet beräknad riktning till 1879. 
Åren 1884–98 var Meidell bibliotekarie vid Deichmannska biblioteket, sedan 1888 därjämte vid läsesällskapet Athenæum i Kristiania. Åren 1884–85 utgav han en liten "Norsk maanedsskrift for literatur, kunst og politik". Av sina artiklar i "Krydseren" utgav han ett urval, Paa kryds og paa tværs (två samlingar, 1888–89).